# Stenommatius gigas
Stenommatius gigas är en tvåvingeart som först beskrevs av Günther Enderlein 1914.  Stenommatius gigas ingår i släktet Stenommatius och familjen rovflugor. Inga underarter finns listade i Catalogue of Life.